# 12136 Martinryle
A 12136 Martinryle (ideiglenes jelöléssel 3045 P-L) a Naprendszer kisbolygóövében található aszteroida. Cornelis Johannes van Houten,  Ingrid van Houten-Groeneveld és Tom Gehrels fedezte fel 1960. szeptember 24-én.